# Seconde bataille de Yeonpyeong
Guerre du Crabe
Batailles
- Gangneung
- Yeosu
- Yeonpyeong (1re)
- Amami-Ōshima
- Yeonpyeong (2e)
- Daecheong
- Baengnyeong
- Yeonpyeong (bombardement)

La seconde bataille de Yeonpyeong est une bataille navale livrée entre l'Armée populaire de Corée et la Marine de la république de Corée le 29 juin 2002, près de l'île de Yeonpyeong, en Corée du Sud. Elle résulte en une victoire sud-coréenne.

## Contexte
Cette bataille a lieu en 2002 dans le contexte du conflit maritime inter-coréen entre les deux Corée, alors qu'une bataille navale s'était déjà déroulée près de l'archipel de Yeonpyeong du 9 juin 1999 au 15 juin 1999 (voir première bataille de Yeonpyeong).

## Déroulement
Elle a eu lieu autour de la « Northern Limit Line », en mer Jaune, près de l'île de Yeonpyeong. Le 29 juin 2002 à 9 h 54, un patrouilleur nord-coréen franchit la frontière maritime inter-coréenne suivi à 10 h 01 par un second patrouilleur. Suivis par 2 patrouilleurs de la marine sud-coréenne qui leur donnent l'ordre de se retirer du territoire immédiatement, les Nord-Coréens ouvrent le feu à 10 h 26 sur l'un d'entre eux alors qu'ils sont à 500 mètres de distance de ceux-ci avec leur artillerie navale de 85 mm et 55 mm et des lance-roquettes. Les Sud-Coréens répliquent avec leurs canons de 30 et 40 mm. Dix minutes après que la bataille s'est engagée, deux corvettes sud-coréennes et deux autres patrouilleurs viennent en renfort. Les Nord-Coréens, en large infériorité numérique, furent forcés de battre en retraite après qu'à 10 h 43, une forte explosion suivie d'un incendie éclatent à bord d'un des patrouilleurs nord-coréens qui a reçu quelques centaines de projectiles.

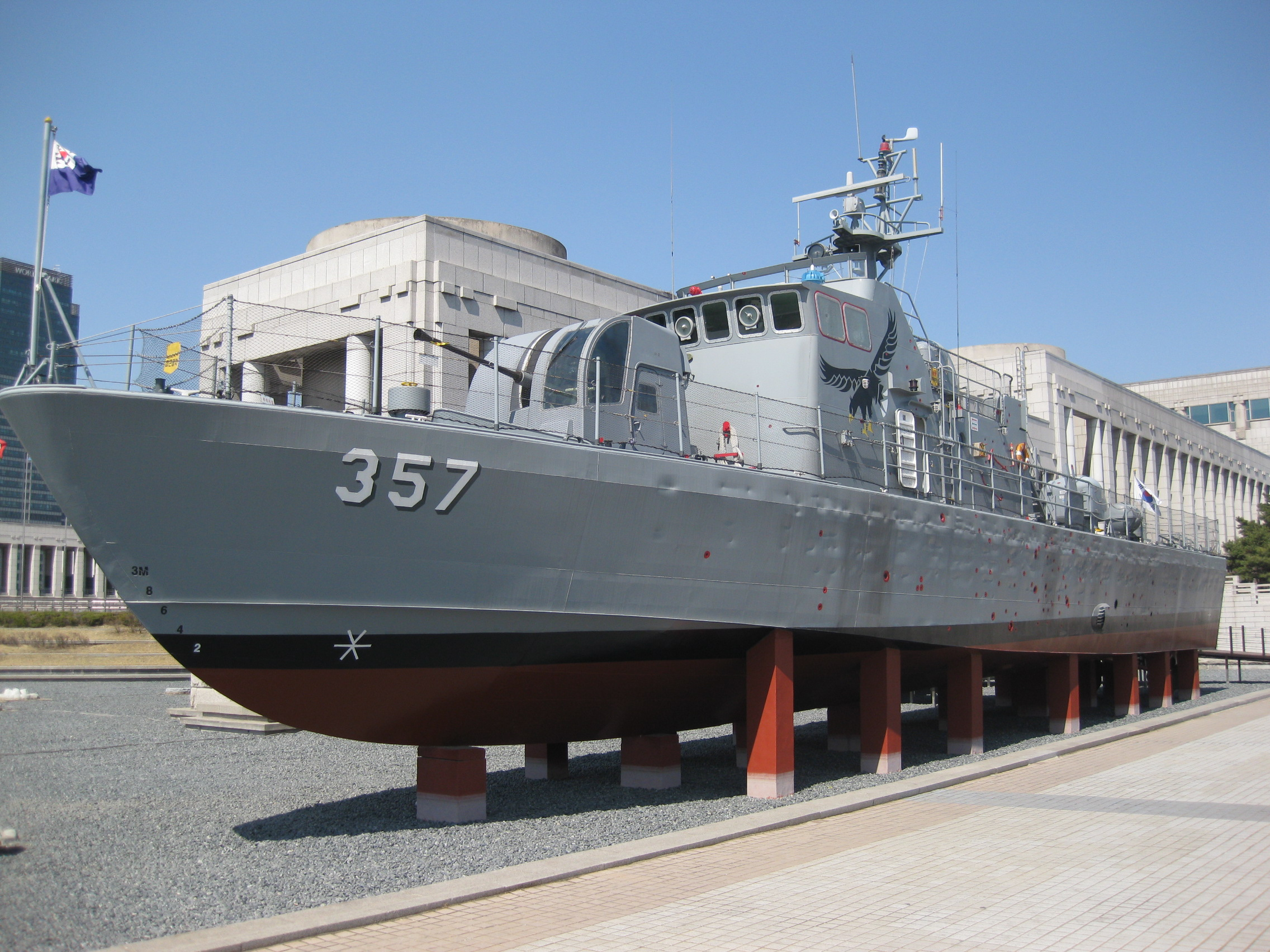
Un bateau sud-coréen de la classe Chamsuri aux couleurs du PKM 357 coulé en 2002 dans le mémorial de la guerre de Corée à Séoul.

L'un des patrouilleurs sud-coréens (PKM-357 de la Classe Chamsuri) pris pour cible coule alors qu'il est remorqué à 11 h 59. Les pertes dans l'équipage de 27 marins de ce navire sont de 4 tués (Yun Yeong-Ha, Seo Hu-Won, Hwang Do-Hyeon, Jo Cheon-Hyeong), 1 disparu (Han Sang-Guk) et 19 blessés. Un blessé (Park Dong-Hyeok) succombera ensuite à ses blessures et le cadavre du disparu est trouvé le 9 août, en cours de sauvetage du navire coulé. Les pertes estimées par l'armée sud-coréenne de la marine nord-coréenne sont d'une trentaine de marins et d'un bateau sérieusement endommagé. Les navires sud-coréens ont tiré environ 1 500 munitions durant cet engagement.
Il s'agit d'un des plus grands incidents maritimes post guerre du Crabe avec la première bataille de Yeonpyeong, livrée du 9 juin 1999 au 15 juin 1999, également près de l'île de Yeonpyeong.

## Conséquences
Après cette bataille, l'île de Yeonpyeong sera le théâtre d'un nouvel incident, lorsqu'elle fut bombardée par la Corée du Nord le 23 novembre 2010, considérée comme une protestation aux manœuvres militaires sud-coréennes qui avaient lieu au large de l'île.
Le 24 août 2022, la Cour centrale du district de Séoul a jugé que le régime nord-coréen et Kim Jong-un doivent payer 20 millions de won ( ~ 145 000 euros) à neuf plaignants, ainsi que 5% d'intérêts annuels calculés à partir de 2002.